# Parc national de la Jacques-Cartier
Pour les articles homonymes, voir Jacques Cartier (homonymie).
Le parc national de la Jacques-Cartier, d'une superficie de 670 km2, est situé à 30 minutes de la ville de Québec dans la vallée de la rivière Jacques-Cartier au Québec. 
Le parc possède plus de 100 km de sentiers pédestres. Il est représenté par une des plus belles vallées glaciaires au Québec où passe la rivière Jacques-Cartier, reconnue mondialement pour les descentes en kayak qu'on peut y faire. On retrouve également une forêt boréale dense sur les hauts plateaux du parc. 
Le parc a pour mission de protéger un élément représentatif du massif du lac Jacques-Cartier, au nord de Québec. Il protège aussi la vallée de la Jacques-Cartier, qui est jugé comme élément exceptionnel. Le parc est géré par le gouvernement québécois via la Société des établissements de plein air du Québec (Sépaq).

## Localisation
Le parc est situé dans la vallée de la rivière Jacques-Cartier, à l'ouest de la route 175. On y accède par des chemins situés au km 75 de la route 175 pour le secteur de la Vallée, où sont situés la majorité des activités et services, au km 94 pour le secteur à l'Épaule, au km 101 pour le secteur de la Sautauriski.

## Géographie
Le parc de la Jacques-Cartier est composé principalement de deux éléments géographiques. En premier lieu, le massif des Laurentides au nord de Québec qui culmine avec le mont François-De Laval à plus de 1 083 m. Ce plateau est découpé par les vallées profondes des rivières Jacques-Cartier, Sautauriski, à l'Épaule et à la Chute.  Pour ce qui est de l'hydrographie, les cours d'eau du parc font tous partie du bassin de la rivière Jacques-Cartier et coulent en général du nord vers le sud.  La partie du massif comprend aussi quelques lacs, dont les lacs Sautauriski, à l'Épaule, à la Chute et des Alliés sont les plus accessibles.

## Histoire

Logo.

Le territoire du parc fut à l'origine utilisé comme territoire de chasse et comme chemin d'accès entre Québec et le  lac Saint-Jean par les Montagnais et les Hurons. À partir de la seconde moitié du XIXe siècle, l'activité forestière commença dans la vallée. À la suite de pressions de groupes visant la protection du territoire public, le gouvernement créa en 1895 le parc des Laurentides (qui n'était pas une aire protégée car elle permettait l'exploitation forestière et minière). En 1918, le gouvernement construit un camp de pêche dans les limites actuelles du parc.
En 1972, Hydro-Québec soumit un projet de construction d'une centrale hydroélectrique sur la rivière Jacques-Cartier, le Champigny, qui aurait eu comme conséquence de noyer la vallée en totalité. Face à la pression populaire, la société d'État abandonna son projet en 1975. Finalement en 1981 avec la nouvelle loi sur les parcs, le parc national de la Jacques-Cartier fut créé.

## Patrimoine naturel
Le parc national de la Jacques-Cartier est située dans la province naturelle des Laurentides méridionales.

### Flore

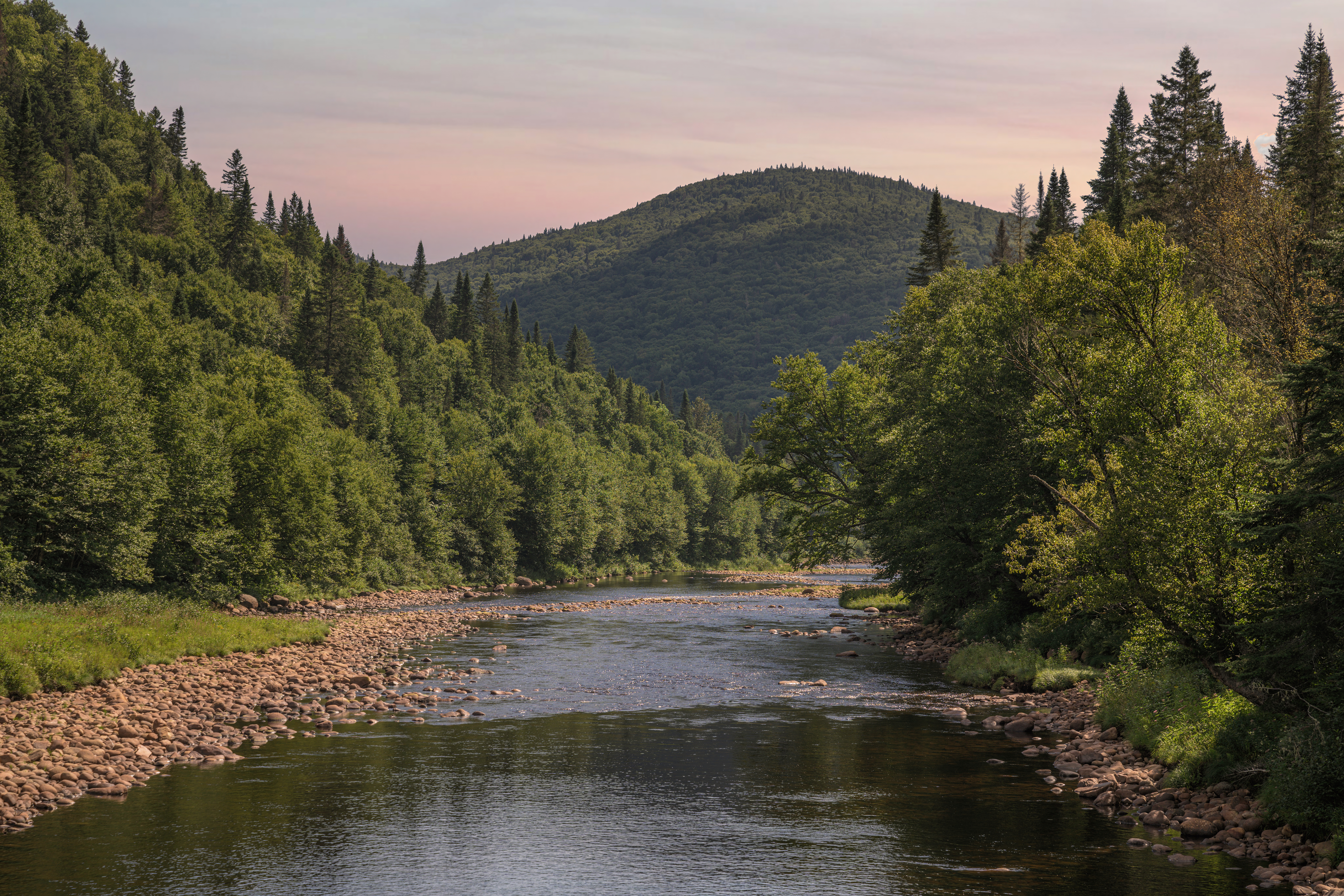
La rivière Sautauriski, un affluent de la rivière Jacques-Cartier.

Le sommet du massif est dominé par l'épinette noire (Picea mariana). Quant à la vallée, elle est occupée par l'érable à sucre (Acer saccharum) et le bouleau jaune (Betula alleghaniensis) .

### Faune
La forte différence d'altitude entre la vallée et le massif permet aux trois cervidés du Québec, l'orignal (Alces alces), le caribou des bois (Rangifer tarandus) et le cerf de Virginie (Odocoileus virginianus) d'être présents dans le parc.  On y retrouve le loup gris (Canis lupus), le renard roux (Vulpes vulpes), le lynx du Canada (Lynx canadensis), l'ours noir (Ursus americanus), la loutre de rivière (Lontra canadensis), le porc-épic (Erethizon dorsatum) et le castor du Canada (Castor canadensis).  Le parc est aussi fréquenté par plus de 100 espèces d'oiseaux.  On retrouve dans la rivière Jacques-Cartier le saumon atlantique (Salmo salar) et l'omble de fontaine (Salvelinus fontinalis) ainsi que l'omble chevalier (Salvelinus alpinus) dans certains lacs.

## Activités

### Secteur de la Vallée

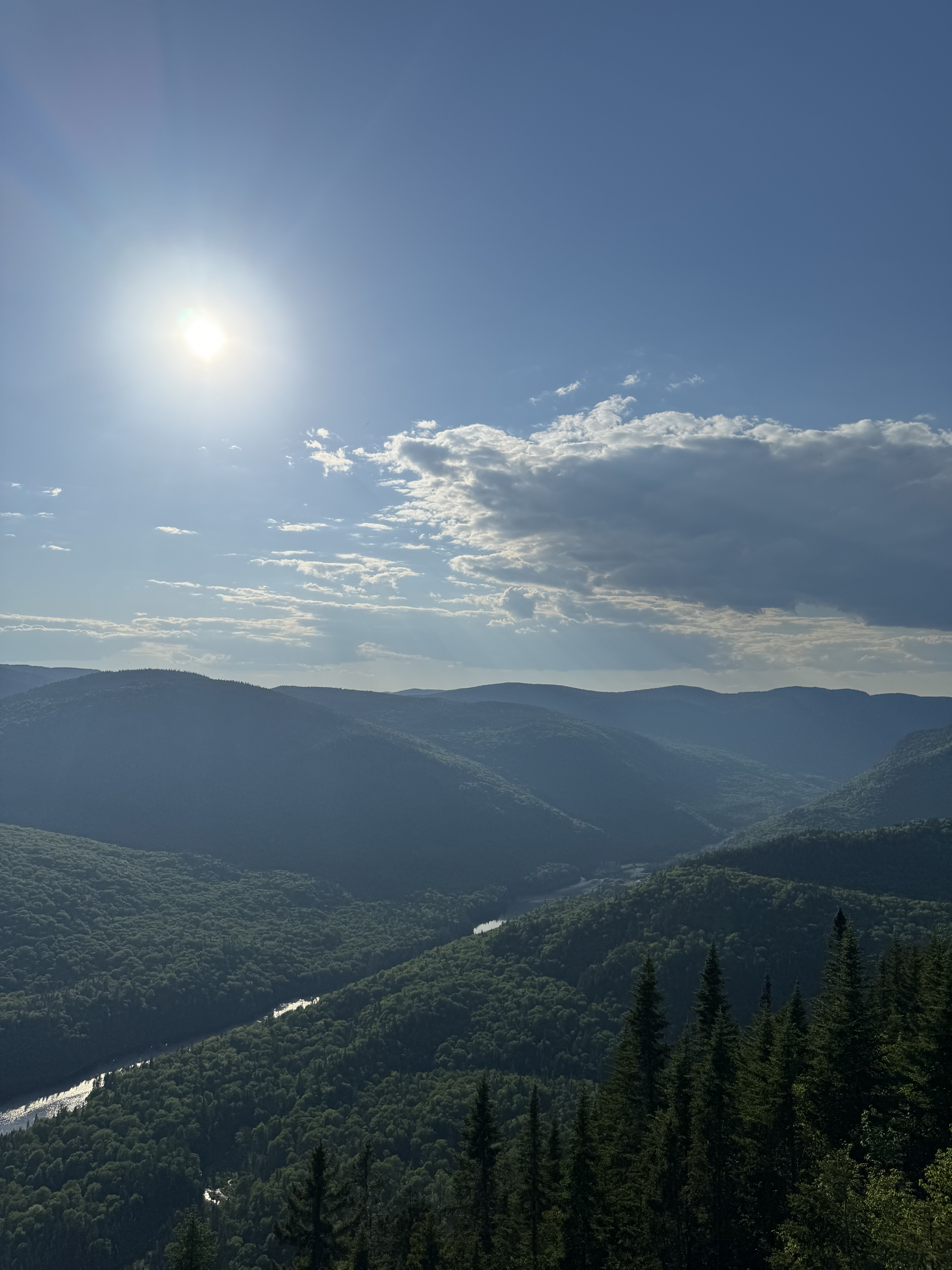
Parc National de la Jacques-Cartier cet été

Les deux activités vedettes de la vallée de la Jacques-Cartier sont la randonnée pédestre et le canot-camping. Le circuit de canotage, d'une longueur de 26 km, descend la rivière Jacques-Cartier entre La Jetée et l'entrée sud du parc. 
Le parc possède plus de 100 km de sentiers pédestres. Trois sentiers permettent la randonnée en montagne soit les montagnes de l'Épaule et de la Sautauriski et le mont Andante
. Un sentier parcourt aussi la rivière du centre d'interprétation jusqu'à la limite nord du parc. Il est aussi possible de faire de la longue randonnée pédestre à partir de ses sentiers. Les sentiers de la vallée font aussi partie du sentier National. Il est possible d'y faire du vélo de montagne entre le centre d'interprétation et le km 33 et dans la vallée de la rivière à l'Épaule ainsi que de pêcher dans la rivière Jacques-Cartier. 
L'hiver, il est possible de faire de la randonnée pédestre, de la raquette et du ski nordique. Avant 2002, le parc national disposait d'ailleurs d'un sentier de ski nordique longue-distance, le sentier des Quatre-Jumeaux.
Le vélo d'hiver (fatbike) est également offert entre le centre d'interprétation et le Pont-Banc. 
Le Mammouth, plus longue épreuve de vélo d'hiver au Québec avec un parcours de 40 km, s'y tient à la fin janvier.
Le parc est pourvu de 140 sites de camping (aménagé à rustique) ainsi que de chalets et de camps rustiques.

### Secteurs à l'Épaule et Sautauriski
Plus sauvages, les secteurs À l'Épaule et Sautauriski ne sont dédiés qu'au vélo de montagne, à la pêche sportive et à l'activité de découverte Évasion en boréalie d'une durée de 4 ou 6heures, cette dernière permet de découvrir une forêt boréale avec un garde-parc naturaliste en courte randonnée hors-piste et en canot rabaska. Il est possible aussi de faire du ski nordique l'hiver à partir du secteur à l'Épaule.  
Il est possible d'héberger au secteur à l'Épaule en chalet Devlin ou au Pavillon à l'Épaule.